# Oglasa tamsi
Oglasa tamsi là một loài bướm đêm trong họ Noctuidae.